# Lost Treasures of the Ark
A  Lost Treasures of The Ark egy háromlemezes díszdobozos válogatás Lee "Scratch" Perrytől.

## Számok

### CD1
1. Bob Marley – I Know A Place
2. The Upsetters – I Know A Dub
3. Bob Marley – Who Colt The Game
4. The Upsetters – Who Colt The Dub
5. Bob Marley & Lee Perry – Shocks Almighty (Mix 1)
6. Bob Marley & Lee Perry – Shocks Almighty (Mix 2)
7. Bob Marley & Lee Perry – Shocks Almighty (Vocal / Dub Mix)
8. The Wailers – More Axe
9. The Wailers – More More Axe
10. The Inspirations – Stand By Me
11. The Inspirations – You Know What I Mean
12. The Inspirations – You Know What I Mean (Unreleased Take)
13. Lord Comic & Lee Perry – Django Shoots First

### CD2
1. The Upsetters – Dollar In The Teeth
2. The Upsetters – Dollar In The Teeth (Take 2)
3. Val Bennett – Baby Baby (Unreleased Take)
4. Val Bennett – Baby Baby
5. Val Bennett – Barbara
6. Denzel Laing – Beware Of The Pepper
7. Dave Barker – Skanky Chicken
8. Dave Barker – Runaway Child
9. Sister P & Full Experience – Glory Glory
10. The Upsetters – Glory Glory Dub
11. The Flying Sensation – Shoulder To The Wheel
12. The Upsetters – Earth A Go Wheel
13. Keithis – Cost Of Living
14. The Upsetters – Poor Man Dub

### CD3
1. Shaumark & Robinson – Weak Heart A Go Feel It
2. Shaumark & Robinson – Peace And Love
3. The Upsetters – Peace And Love Dub
4. Watty Burnett – Open The Gate
5. The Upsetters – Open The Gate Dub
6. Brent Dowe – Down Here In Babylon
7. The Armageddeans – Take Heed
8. Leroy Sibbles – Garden Of Life
9. The Upsetters – Garden Of Dub
10. The Upsetters – A Real Version
11. Watty Burnett – Rainy Night In Portland
12. The Black Shadows – Brother Noah
13. The Soulettes – Bring It Up
14. Dillinger – Connection

## Külső hivatkozások
- https://web.archive.org/web/20071029035441/http://www.roots-archives.com/release/305